# Aquaumbra
Aquaumbra is een geslacht van neteldieren uit de familie van de Anthozoa (bloemdieren).

## Soort
- Aquaumbra klapferi Breedy, van Ofwegen & Vargas, 2012